# 26295 Vilardi
26295 Vilardi (tên chỉ định: 1998 SD112) là một tiểu hành tinh vành đai chính. Nó được phát hiện bởi dự án Nghiên cứu tiểu hành tinh gần Trái Đất Lincoln ở Socorro, New Mexico, ngày 16 tháng 9 năm 1998. Nó được đặt theo tên Virginia Vilardi, an American educator ở Wetumpka, Alabama.